# Gabby George
Gabby George, née le 2 février 1997 à Wythenshawe, Manchester, est une footballeuse internationale anglaise, qui joue au poste de défenseure à Manchester United.

## Biographie

### En club
Gabby George naît à Wythenshawe, un district de la ville de Manchester où elle grandit. Elle commence le football à l'âge de neuf ans, et est formée au Blackpool FC puis à Manchester United, avant de quitter le club pour l'Everton FC.
Elle fait ses débuts avec l'équipe première d'Everton à l'âge de dix-sept ans en 2014, avant de devenir la première joueuse du club à signer un contrat professionnel en 2017.
Le 17 février 2020, elle se rompt le ligament croisé antérieur pour la première fois de sa carrière lors d'un match de Coupe d'Angleterre face à Bristol City. Après avoir attendu quatre mois pour être opérée en raison de la pandémie de Covid-19, George retrouve les terrains plus d'un après sa blessure, le 28 février 2021 contre Tottenham Hotspur.
En avril 2023, Gabby George se blesse aux ischio-jambiers, ce qui entraîne la fin de sa saison.
Le 14 septembre 2023, elle s'engage avec Manchester United, qui a activé sa clause de libération à hauteur de 150 000 livres. Un mois plus tard, pour son quatrième match avec les Red Devils, le 15 octobre lors d'un match face à Leicester City, elle se rompt le ligament croisé antérieur pour la deuxième fois de sa carrière.
Elle fait son retour onze mois plus tard le 21 septembre 2024 en rentrant en jeu en fin de rencontre face à West Ham United.

### En sélection
Gabby George est internationale anglaise dans les catégories de jeunes des moins de 17 ans au moins de 23 ans. Elle dispute notamment un Championnat d'Europe des moins de 17 ans et des moins de 19 ans, ainsi qu'une Coupe du monde féminine des moins de 20 ans.
En novembre 2017, elle est convoquée pour la première fois en équipe d'Angleterre.
Le 4 septembre 2018, George honore sa première sélection en équipe d'Angleterre face au Kazakhstan lors de la dernière journée des qualifications à la Coupe du monde 2019 (victoire 6-0).
En novembre 2022, elle est convoquée à nouveau en sélection mais reste sur le banc lors des deux rencontres de la trêve internationale.
Le 3 décembre 2024, six ans après ses deux premières capes, elle fait son retour sur le terrain avec l'Angleterre face à la Suisse en match amical.

### Famille
Gabby George est la cousine du footballeur international anglais Jesse Lingard, notamment passé lui aussi par Manchester United.

## Palmarès

### En club
Manchester United
- Finaliste de la Coupe d'Angleterre en 2025